# Унковские
У́нковские — древний дворянский род. Скорее, всего новгородского происхождения. Восходит к концу XV века. В переписной книге Шелонской пятины, написанной в 1495 году Матвеем Валуевым, упоминается деревня Унковичи в Фроловском погосте. В других документа конца XV века упоминаются и первые известные Унковские — Алексей и Иван Евстафьевы сыновья — землевладельцы в той же Шелонской пятине.
В Тысячной книге 1550 года и Дворцовой тетради 1550-х годов, а также ряде актов того периода перечислены 22 Унковских, служивших в Твери, Волоке Ламском, Ржеве, Дмитрове, Боровске и Новгороде. Ещё в конце XVI — начале XVII века новгородские Унковские сохраняли свои владения — в документах Обонежской пятины 1600 г. встречаются крестьяне принадлежавшие 6 разным представителям Унковских. Например, Якову Унковскому в Никольском погосте на Пелушах.
Во второй половине XVI века разделился на несколько ветвей, связь между которыми не могла быть установлена. Согласно гербовнику Бобринского, за предками рода Унковских с 1652 года состояли во владении поместья. Но согласно Осадному списку 1618 года, ещё в 1618 году за «ярославскую службу» Василий Яковлевич Унковский получил поместья в Оларевской волости Вологодского уезда, а также в Пажецкой и Игрицкой волостях Ярославского уезда.
Род внесён в VI часть Новгородской родословной книги, а также в родословные книги Калужской, Тверской, Саратовской, Херсонской и Харьковской губерний.
Многие представители рода Унковских в разные периоды своей жизни активно занимались благотворительной деятельностью. Так Мария Петровна Унковская на протяжении семи лет (с 1910 по 1917 годы) возглавляла благотворительную организацию Вольское общество пособия бедным.

## Описание герба
Щит разделён на четыре части. В первой в голубом поле три золотых шестиугольных звезды (изм. польский герб Карп). Во второй части, в золотом поле, выходящая из облака рука, в латы облечённая, с поднятым вверх мечом (польский герб Малая Погоня). В третьей части, в серебряном поле, кираса. В четвёртой части, в зелёном поле, золотой рог изобилия с цветами.
Щит увенчан дворянскими шлемом и короною с тремя страусовыми перьями. Намёт на щите зелёный и золотой, подложенный золотом и голубым. Щитодержатели: два льва.

## Известные представители
- Унковский Богдан Осипович — воевода в Малом-Ярославце (1626—1628), Тарусе (1630).
- Унковский Степан Богданович — воевода в Болхове (1626), Гороховце (1627—1628).
- Унковские: Матвей Михайлович, Богдан Баушев — московские дворяне (1627—1629).
- Унковский Иван Воинович — стряпчий с платьем (1627—1629).
- Унковский Андрей Степанович — почепский городовой дворянин (1629).
- Унковский Фёдор Шарапович — малоярославский городовой дворянин (1629).
- Унковские: Фёдор Фёдорович и Григорий Яковлевич — стольники патриарха Филарета (1629), московские дворяне (1636—1658).
- Унковский Гаврила — воевода в Малом-Ярославце (до 1636).
- Унковский Степан Иванович — воевода в Старице (1636—1637).
- Унковский Гаврила Ульянович — жилец, воевода в Воротынске (1636).
- Унковский Михаил Васильевич — стряпчий (1640).
- Унковский Михаил Иванович — воевода в Бежецком-Верхе (1646), Старице (1654).
- Унковский Василий Яковлевич — московский дворянин, воевода в Ярославле (1664—1668).
- Унковский Иван — воевода в Козельске (1664—1665).
- Унковский Степан — воевода в Боровске (1664—1665).
- Унковский Андрей Дементьевич — московский дворянин, воевода в Царицыне (1666—1669).
- Унковский Иван — воевода в Опочке (1678).
- Унковский Дмитрий Иванович — стольник, воевода в Опочке (1684).
- Унковские: Григорий Фёдорович — стряпчие (1692)
- Унковские: Фёдор, Прокофий и Иван Михайловичи, Максим Иванович, Иван Фёдорович, Иван Лукьянович — московские дворяне (1629—1692).
- Унковские: Иван Михайлович, Григорий Дементьевич — стольники (1690—1692)[10][11].
- Унковский, Семён Яковлевич (1788—1882)
- Унковский, Всеволод Андреевич (1884—1969)
- Унковский Фёдор Семёнович (1821—1863), надворный советник, был награжден орденом Св. Владимира 3 ст.
- Унковский Петр Семёнович (1823—1853), капитан-лейтенант
- Унковский Александр Семёнович (1825—1900), генерал-лейтенант
- Унковский Яков Семёнович (1828— ?)
- Унковский, Иван Семёнович (1822—1886)
- Унковский, Михаил Семёнович (1904—1940), выпускник театральной студии имени Ермоловой (1925), с 1929 года — артист студии Хмелёва в Москве (театра-студии имени М. Н. Ермоловой), умер в Севвостоклаге на Колыме. Жена — Евдокия Урусова.
- Унковская, Вера Семёновна (1824—?). Муж — Унковский, Владимир Никитич; их сын — Унковский, Сергей Владимирович (1855—?)
- Унковский, Александр Семёнович (1825—1900)
- Унковский, Сергей Семёнович (1829—1904)
- Унковский, Алексей Михайлович (1828—1893)
- Унковский, Георгий Сергеевич (1875—?)
- Анна Владимировна фон Унгерн-Унковская (1854—?), мать В. М. Ермолаевой, художницы-авангардистки.